# 76
76 је била преступна година.

## Догађаји
- Цареви Веспазијан и Тит Цезар Веспазијан постају римски конзули.
- Гувернер Секст Јулије Фронтин покорава Силуре и друга непријатељска племена Велса, успостављајући тврђаву у Керлеону или Иска Августа за Легију Августу, и прави мрежу мањих утврђења за своје помоћне снаге.

## Рођења
- 24. јануар — Хадријан, римски цар (у. 138)